# Museo de la Pasa
El Museo de la Pasa está ubicado en una vivienda tradicional de la plaza del Santo Cristo de la localidad de Almáchar, en la provincia de Málaga, España. La casa recrea la forma de vida tradicional a principios del siglo XX en la localidad, donde el cultivo de la pasa es desde antiguo la actividad económica más importante. 
La colección está compuesta por una gran número de objetos utilizados en la recolección de la pasa, como tijeras de podar, cuerdas de esparto, el azadón, un hacha, una carbura o un calzado de labrador de los años 1920, así como litografías de diferentes envases de la comercialización de la pasa. Además, en la vivienda también se exponen otros utensilios relacionados con la vida diaria como amasadores de pan o utensilios para sacar agua de la época.